# Roberto Loreggian
Roberto Loreggian (Monselice, 1967) è un clavicembalista e organista italiano.

## Biografia
Roberto Loreggian si diploma in organo e in clavicembalo con il massimo dei voti. Successivamente studia con Ton Koopman, perfezionandosi in entrambi gli strumenti. Specializzato nell'esecuzione di musica rinascimentale e barocca, Loreggian, oltre a svolgere attività concertistica in Italia e all'estero, è attualmente docente presso il conservatorio Cesare Pollini di Padova. Ha inoltre inciso numerosi CD per diverse case discografiche.
Nel 1997 si aggiudica, grazie alle trascrizioni per clavicembalo e all'incisione dell'integrale delle composizioni di Giovanni Battista Ferrini, il Preis der deutschen Schallplattenkritik. Nel 2004 vince il Preis der deutschen Schallplattenkritik per la registrazione delle opere per clavicembalo di Bernardo Pasquini, e, nel 2009, si aggiudica il Premio nazionale del disco classico per il Primo libro di toccate di Girolamo Frescobaldi.

## Discografia
- Johann Sebastian Bach, J.S. Bach alla maniera italiana, 1 CD, Velut Luna, 2018.
- Francesco Geminiani, Pièces de Clavecin, 1 CD, Tactus, 2013.
- Girolamo Frescobaldi, Il primo libro delle fantasie a quattro, 1 CD, Brilliant Classics, 2011.
- Baldassarre Galuppi, Complete Harpsichord Concertos, 1 CD, Brilliant Classics, 2011.
- Girolamo Frescobaldi, Frescobaldi Complete Edition, 15 CD + CD-Rom, Brilliant Classics, 2011.
- Girolamo Frescobaldi, Masses, Vol. 3, 1 CD, Brilliant Classics, 2011.
- Girolamo Frescobaldi, Il primo libro di capricci, 1 CD, Brilliant Classics, 2010.
- Antonio Vivaldi, Concerti con organo obbligato, 1 CD, Brilliant Classics, 2010.
- Franz Joseph Haydn, Concertini and divertimenti for keyboard trio, 1 CD, Brilliant Classics, 2010.
- Girolamo Frescobaldi, Il secondo libro di Toccate, 2 CD, Brilliant Classics, 2012.
- Girolamo Frescobaldi, Toccatas & Partitas: Il primo libro di Toccate, 2 CD, Brillian Classics.
- Girolamo Frescobaldi, Canzone: Il primo libro delle canzone a una, due, tre e quattro voci, 2 CD, Brillian Classics.
- Girolamo Frescobaldi, Fiori musicali: three organ masses (Venezia 1635), 1 CD, Brillians Classics.
- Girolamo Frescobaldi, Toccatas and Partitas, 1 CD, Brillians Classics, 2009.
- Giovanni Battista Ferrini, Opere per clavicembalo, 1 CD, Tactus, 2006.
- Andrea Luchesi, Sonate per organo, 1 CD, Tactus, 2005.
- Bernardo Pasquini, Sonate per gravicembalo, 1 CD, Chaconne Digital Chan, 2004.
- Paolo Benedetto Bellinzani, Sonate a flauto solo con cembalo o violoncello, Allegro Corporation, 2003.
- Giulio Belli, Missa Tu Es Pastor Ovium, Allegro Corporation, 2002.
- Claudio Merulo, Missa Virginis Mariae "In Annuntiatione Domini", 1 CD, Tactus, 2002.
- Giuseppe Tartini, Sonate a violino e violoncello o cembalo, Tactus, 2001.
- Benedetto Marcello, Suonate per il cembalo op. 3, 2 CD, Chaconne Digital Chan, 2001.
- Antonio Vivaldi, Concerti appropriati al cembalo, 1 CD, Tactus, 2000.
- Girolamo Frescobaldi, Canzoni alla Francese, Allegro Corporation, 1999.
- Girolamo Frescobaldi, Fioretti del Sig. Frescobaldi. Canzoni alla Francese in partitura, Libro IV (1645), 1 CD, Tactus, 1999.
- Girolamo Frescobaldi, Il Primo Libro di Capricci, Canzon Francese e Ricercari (1626), 1 CD, Tactus, 1999.
- Antonio Vivaldi, Concerti appropriati all'organo, 1 CD, Tactus, 1999.
- Alessandro Poglietti, Il Rossignolo. Suite "Sopra la Ribellione di Ungheria", 1 CD, Tactus, 1998.